# Tarence Kinsey
Tarence Kinsey, né le 21 mars 1984, à Tampa, en Floride, est un joueur américain de basket-ball. Il évolue au poste d'arrière.

## Palmarès
- Champion NIT 2005
- Champion de Turquie 2008, 2010, 2011
- Champion de Serbie 2016
- Ligue adriatique 2016